# Porto Santo
Porto Santo a Portugáliához tartozó Madeira-szigetek két lakott szigete közül a kisebbik. Madeirától 42 km-rel északkeletre fekszik az Atlanti-óceánban. ÉÉK–DDNY irányban megnyúlt, körülbelül 11 km hosszú és 6 km széles; északkeleti vége szélesebb a délnyugatinál. Teljes területe 42,17 km². 2001-ben lakossága 4441 fő volt. Fővárosa Vila Baleira.

## Történelme

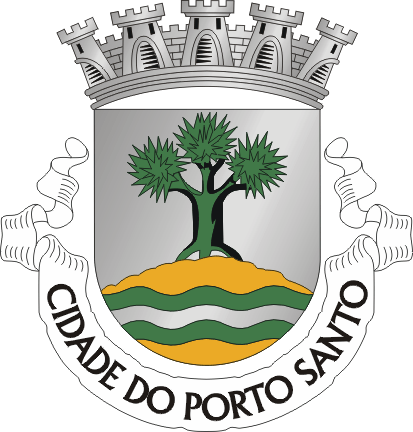
Porto Santo címere

1419-ben fedezte fel Tengerész Henrik első, a szigetek birtokba vételére indított expedíciója, amit João Gonçalves Zarco vezetett. Tengerész Henrik a szigetet, amit 1425-ben kezdték el betelepíteni, az expedícióban részt vevő lovagjának, Bartolomeu Perestrelónak adta hűbérbe; Perestrelo lett a sziget első kormányzója. Az ő lányát, Felipa Perestrello e Monizt vette feleségül (valószínűleg 1476 telén) Kolumbusz Kristóf, aki ezután Porto Santón telepedett le. Itt született Diego nevű fiuk is 1478-ban. Felipa 1485-ben meghalt, és Kolumbusz, akinek viszonya a kormányzó családjával igencsak megromlott, az év nyarán végleg elhagyta a szigetet, hogy Diegóval Kasztíliába települjön át.
1807–1814 között a szigetcsoportot az angolok szállták meg.
A Madeiráénál lényegesen mostohább természeti viszonyai miatt mindvégig a fő sziget árnyékába szorult Porto Santo jelentősége a 20. században két, korábban ismeretlen tényező: a légi közlekedés és a turizmus miatt nőtt meg.

## Természeti viszonyai

### Éghajlata
Mivel Porto Santón nincsenek hegyláncok, a sziget éghajlata lényegesen szárazabb, mint Madeiráé. A repülőtéren, a tenger szintje felett 78 m-rel felállított meteorológiai megfigyelő állomás adatai szerint az éves csapadék — az 1961–1990-es időszak átlagaként — mindössze 386,4 mm. A legszárazabb hónap a július (3,1 mm); a „legesősebb” a december (59,4 mm).
| Hónap                                          | Jan. | Feb. | Már. | Ápr. | Máj. | Jún. | Júl. | Aug. | Szep. | Okt. | Nov. | Dec. | Év   |
| ---------------------------------------------- | ---- | ---- | ---- | ---- | ---- | ---- | ---- | ---- | ----- | ---- | ---- | ---- | ---- |
| Rekord max. hőmérséklet (°C)                   | 23,2 | 23,0 | 26,0 | 26,4 | 28,0 | 31,0 | 32,0 | 36,0 | 34,4  | 29,0 | 29,2 | 28,0 | 36,0 |
| Átlagos max. hőmérséklet (°C)                  | 18,0 | 18,0 | 19,0 | 19,2 | 21,0 | 22,1 | 24,0 | 25,0 | 25,0  | 23,2 | 21,0 | 19,2 | 21,2 |
| Átlagos min. hőmérséklet (°C)                  | 13,2 | 13,1 | 13,3 | 14,0 | 15,1 | 17,1 | 19,0 | 20,0 | 20,0  | 18,1 | 16,2 | 14,4 | 16,1 |
| Rekord min. hőmérséklet (°C)                   | 8,0  | 6,4  | 8,4  | 9,0  | 11,0 | 12,3 | 14,0 | 13,0 | 15,0  | 12,4 | 10,1 | 8,0  | 6,4  |
| Átl. csapadékmennyiség (mm)                    | 49   | 40   | 37   | 24   | 14   | 7    | 3    | 4    | 24    | 40   | 50   | 70   | 361  |
| Forrás: Instituto de Meteorologia, IP Portugal |      |      |      |      |      |      |      |      |       |      |      |      |      |

### Domborzata, vízrajza

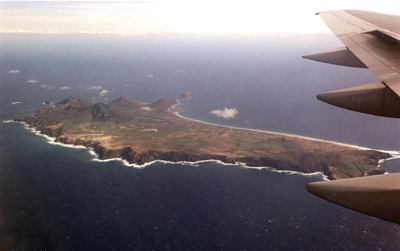
Porto Santo északnyugatról

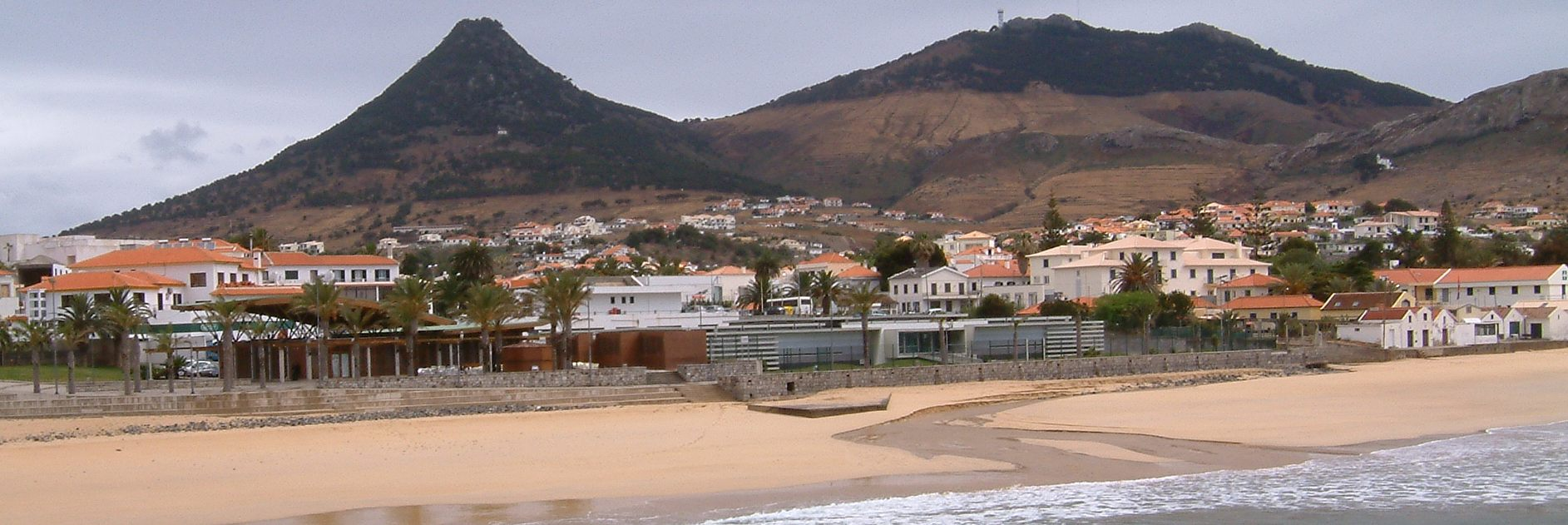
Homokos strand, kopár dombok

Porto Santo a szigetcsoport többi tagjához hasonlóan a forró pont vulkanizmus terméke: dombjai tenger alatti vulkánok csúcsai. A vulkáni működés 7 millió éve, a földtörténet miocén időszakában véget ért, azaz Porto Santo földtani értelemben lényegesen idősebb, mint Madeira.
A szigetet hagyományosan három geomorfológiai egységre tagolják:
- a keleti dombságon van a sziget legmagasabb dombja, az 517 m magas Pico do Facho (Fáklyahegy), továbbá:
  - Branco avagy Pico das Urzas (450 m);
  - Gandaia (449 m);
  - Pico do Casteio (437 m);
  - Barbara Gomes (227 m);
  - Portela (173 m);
  - Pico do Macarico (265 m);
  - Pico do Conselho (324 m).
- a nyugati dombság két legjelentősebb kiemelkedése:
  - Éspigão (270 m);
  - Pico de Ana Ferreira (263 m).
- a két dombság közötti, lapos síkon építették ki a sziget nemzetközi repülőterét.

Madeirától eltérően Porto Santón nem csak vulkáni, hanem üledékes kőzetek is előfordulnak. A felszín tekintélyes részét homokkő borítja. Ennek lepusztulása hozta létre a déli part strandolásra kiválóan alkalmas fövenyét. A sziget többi részén a part magas és erősen tagolt, róla számos kisebb-nagyobb félsziget:
- Ponta da Calheta a sziget déli csücskén;
- Ponta da Canaveira nyugaton;
- Urnal Grande, Ponta do Varadouro és Rocha do Gasparão az északnyugati parton,
- Focinho da Forte és Furmas das Amasiadas északon,
- Ponta dos Ferreiros keleten;
- Ponta da Galé délkeleten.

nyúlik a tengerbe.

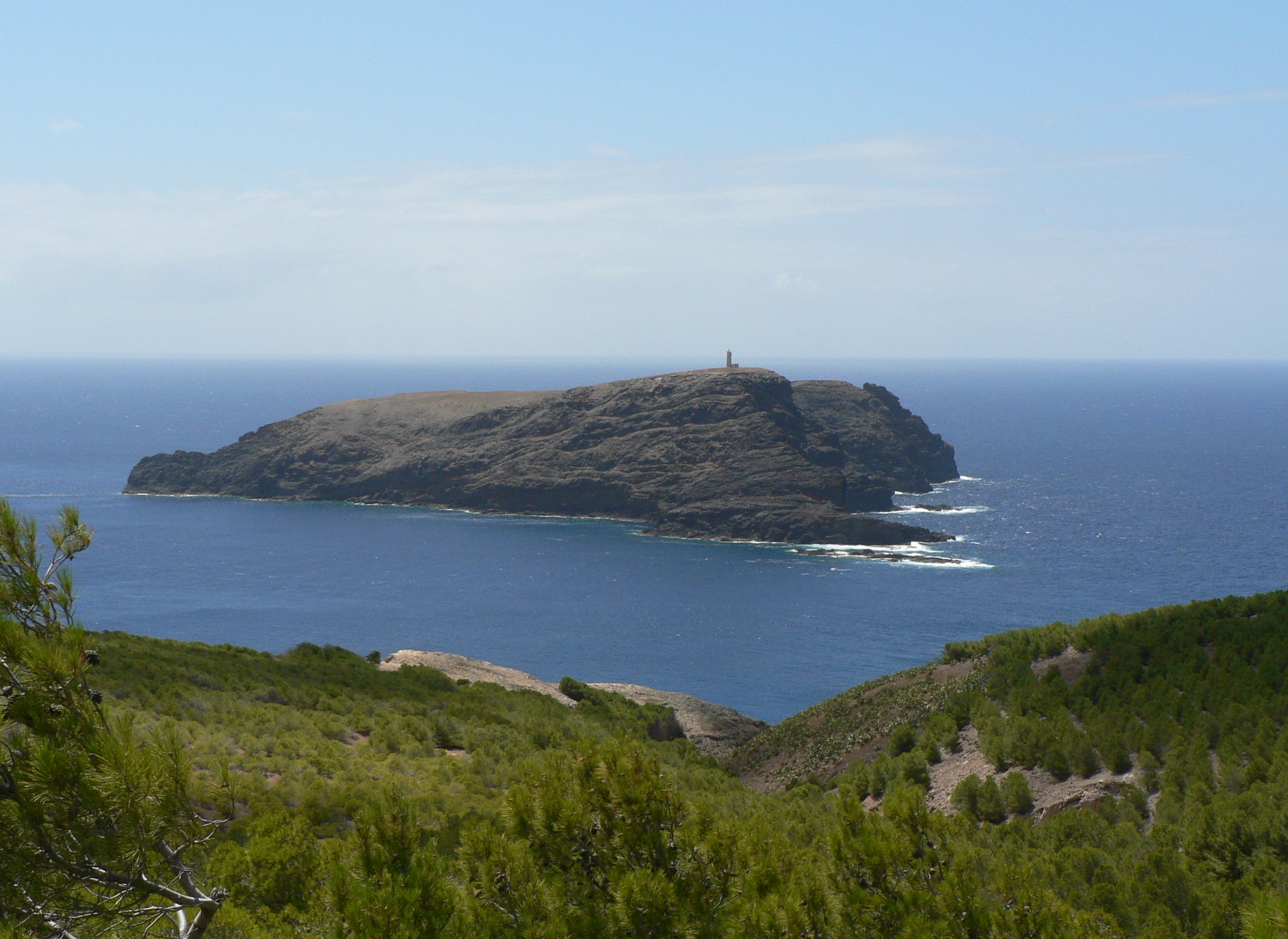
Ilhéu de Ferro

Porto Santo körül (jórészt a félszigetek vonalában) számos kisebb sziget, illetve szirt emelkedik ki a tengerből:
- Ilhéu de Baixo ou da Cal (a Ponta da Calheta folytatásaként, közöttük a Boqueirão de Baixo szorossal),
- Ilhéu de Ferro (a Ponta da Canaveira folytatásaként),
- Ilhéu da Fonte (a Rocha do Gasparão folytatásaként),
- Baixa dos Barbeiros (a Focinho da Forte folytatásaként),
- Ilhéu das Cenouras, Baixa do Meio, Ilhéu de Fora szirtsor (a Furmas das Amasiadas folytatásaként),
- Ilhéu de Cima (a Ponta da Galé folytatásaként, a fok és a sziget között a Boqueirão de Cima szorossal).

Az Ilhéu de Baixo sziget alapvetően egy erősen karsztosodott mészkőszikla. Hasonképpen mészkövet találunk a felszínen Serra da Fora környékén.
A sziget fontosabb patakjai:
- Ribeiro Selgado,
- Ribeiro Cachino,
- Ribeira das Esmeraldas,
- Ribeira de Pedregel,
- Ribeira da Serra de Dentro,
- Ribeira do Galhau.

### Élővilága

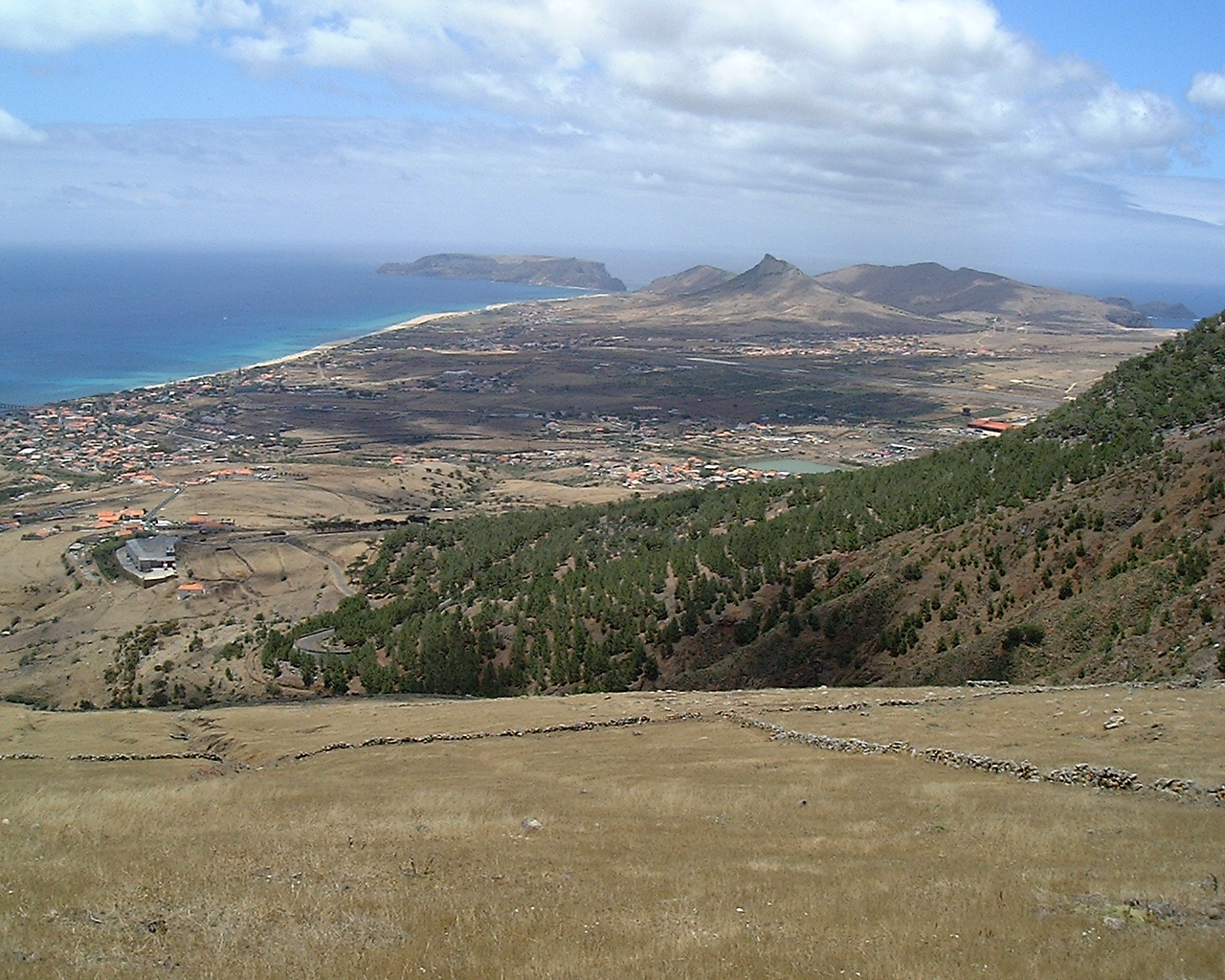
Porto Santo-i táj

A növényzet jelenleg rendkívül gyér; a kopár lejtők karamell színű talaja a néhány, elszórt facsoport között csak tavasszal zöldül ki valamelyest. A felfedezés idején az eredeti növényzet még a makaronéziai babérlombú erdők alsó szintjén megszokott cserje formáció volt; azon belül is a szárazságot és a sós talajt jól viselő fajok, így a fák közül:
- boróka (Juniperus phoenicea),
- olajfa (Olea europaea subsp. cerasiformis, korábban Olea europaea subsp. maderensis)[3]
- vasfa (Sideroxylon marmulano),
- Maytennus umbellata
- és kiváltképpen sárkányvérfa (Dracaena draco) emelkedett ki

a bozót sűrűjéből.
Mára a Maytennus umbellata (nincs magyar neve) az Európai Közösségben természetvédelmi szempontból jelentős növényfajok listáján szereplő endemizmussá vált.
A 16. században a fák és a bokrok is kipusztultak, ugyanis a spanyol és itáliai kereskedők ösztönzésére alaposan „kivéreztették” a sárkányfákat (lecsapolták nedvüket) — azidőtájt a sárkányvérfa gyantája szerte Európában a kelmefestékek és lakkok keresett alapanyaga volt. Az értékes fafajtákat kitermelték. Az erdők pusztulásához e mellett a rablógazdálkodás mellett alaposan hozzájárult a legeltető állattartás is, amely kiszárította földet.
Az erdők helyén, a teraszosan művelt földeken még a 20. század első felében is gabonát és zöldségeket termesztettek, de a gyakori aszályok miatt váltakozó sikerrel: a szigetet gyakran sújtották éhínségek. Ahogy fokozatosan felhagytak a földműveléssel, a szél és az eső a talaj maradékát is behordta a tengerbe.
A sziget csaknem kilenc kilométer hosszú déli partja végig homokos; ilyen jellegű fürdőhelyek Madeirán gyakorlatilag nincsenek.
Általános vélemény, hogy a sziget ökológiai egyensúlya csak újraerdősítéssel állítható helyre; az előrehaladott sivatagosodás miatt azonban ez meglehetősen nehéz feladat. Az első sikeres fásítást egy António Schiappan de Azevedo nevű lelkes patrióta kezdte el még a 20. század elején: Monterey-ciprusokat (Cupressus macrocarpa) telepített a Pico Castelo dombon. Ezután mintegy három évtizedig senki sem próbálkozott tovább az újraerdősítéssel, és azt csak 1954-ben kezdték újra. Ezúttal már nemcsak a Pico Castelón ültettek új fákat, hanem négy további dombon (Branco, Juliana, Facho, Gandaia) is. A fásítás az 1980-as évek óta tömeges: ebben az időszakban több, mint 200 ezer csemetét ültettek ki. A leggyakrabban ültetett fa a közönséges aleppófenyő (Pinus halepensis). Ritkábbak:
- sárkányvérfa (Dracaena draco),
- Monterey-ciprus (Cupressus macrocarpa)
- kazuárfa (Casuaria cunninghamiana)
- Kanári datolyapálma (Phoenix canariensis)

## Lakossága, települései

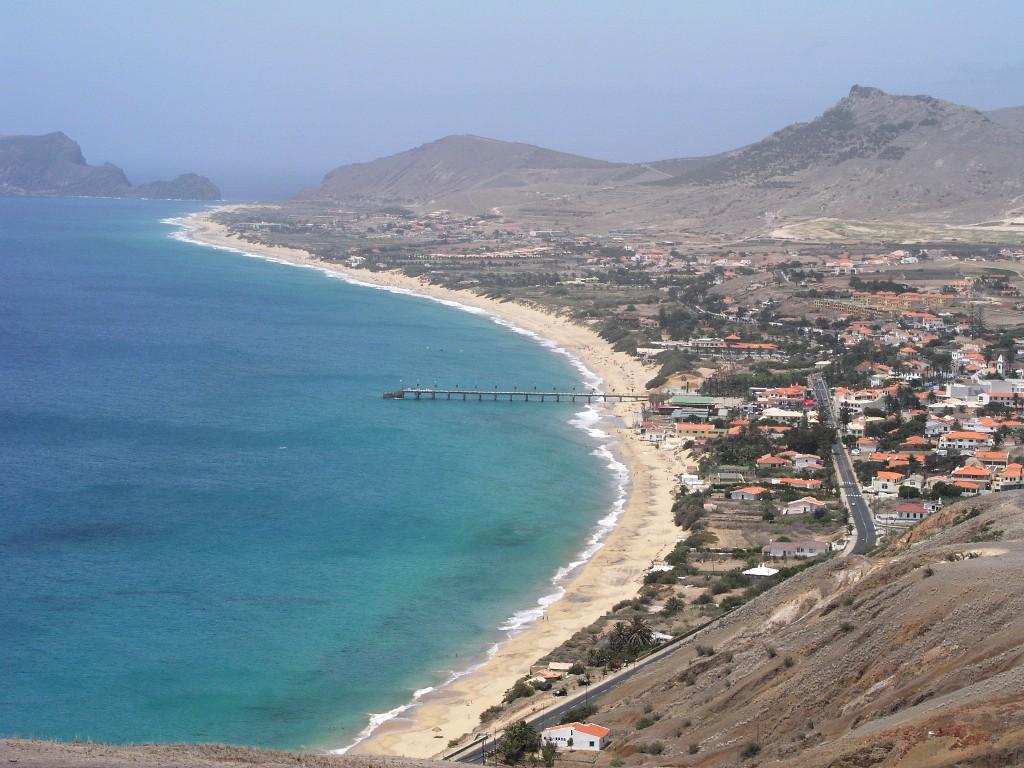
Vila Baleira kikötője

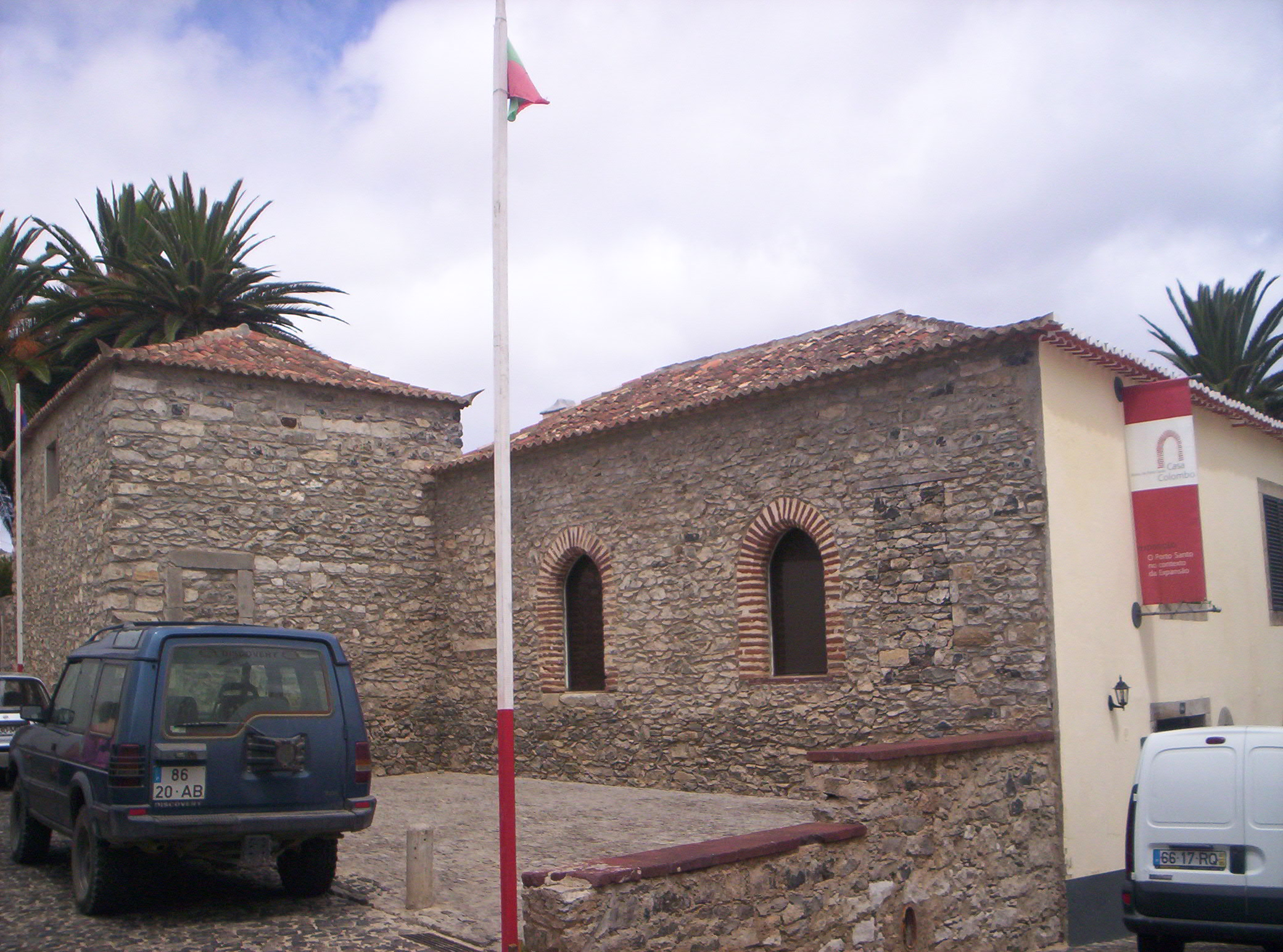
Ebben a házban lakott Kolumbusz

A 2001-es népszámlálás adatai szerint a sziget teljes lakossága 48 441 fő volt. Az 1981-es népszámlálás idején 48 706, egy 2006-os tájékoztató adat szerint már csak 48 388, azaz csökken. A 2001-es adatból számolt népsűrűség 106 fő/km². A lakosok több mint fele (2600 fő) a déli part közepén épült fővárosban, Vila Baleirán él.
További települések:
- Ponta,
- Campo de Baixio,
- Campo de Cima,
- Fonte da Areia,
- Camacha,
- Tanque,
- Serre del Fora,
- Serra de Dentro.

## Közlekedése, úthálózata
- A déli part mentén aszfaltos út fut végig a Ponta da Calheta félszigettől a Ponta da Galé fokig. További, szilárd burkolatú utak:

Vila Baleira – Serra de Fora – Serra de Dentro – Camacha – Tanque – Vila Baleira körút;
Camacha – Fonte da Areia (az északi parton a kifutópálya vége és a tenger között)
Tanquétól a Pico do Casteio körül a kilátóhelyig;
Campo de Baixio – Campo de Cima.
- A szigetnek nincs jó természetes kikötője: az északi part túl tagolt (sziklás), a déli teljesen tagolatlan. A nagyobb hajók fogadására is alkalmas kikötőt a déli part keleti végén, a Pico do Macarico domb tövében (Vila Baleirától 3,5 km-re) építették ki.
- A magas hegyek hiánya Madeiráénál lényegesen nagyobb repülőtér építését tette lehetővé; kifutópályája keresztben csaknem végigér a szigeten. A nagy szállítógépek befogadására is alkalmas repülőteret eredetileg a NATO-nak építették, majd a polgári légiforgalom számára is megnyitották. A polgári forgalomban főleg akkor használják, ha Madeirán a Szent Katalin-repülőtér a rossz idő miatt nem fogad gépeket.
- Porto Santóról az Ilhéu de Baixo szigetre lanovkát terveznek, de ezt 2006-ban még nem kezdték el építeni.

## Gazdasága
A lakosság számszerű többsége közvetlenül vagy közvetve az idegenforgalomból él. A korábban művelt teraszos földek többségét parlagon hagyják; a termőföld maradéka erodálódik. A turisták elsöprő többsége Portugáliából (és Madeiráról), a nyári hónapokban érkezik. A szezont tengervíz-terápiás klinikával és golfpályával próbálják hosszabbítani. Játékkaszinó építését is tervezik.
Az egykori mezőgazdaság maradványaként szőlőt főleg Camacha környékén termesztenek még, és nagy alkoholtartalmú, nehéz borokat készítenek belőle.